# Нічега Микола Леонідович
Мико́ла Леоні́дович Ніче́га (16 березня 1993 — 23 жовтня 2016) — старший солдат Збройних сил України, учасник російсько-української війни.

## Життєпис
Народився 1993 року в місті Кривий Ріг (Дніпропетровська область). Навчався в середній школі, Криворізькому будівельному коледжі. Захоплювався парашутним спортом, був учасником руху футбольних ультрас. Їздив до Польщі на навчальні курси у приватній військовій компанії; мріяв стати військовим інструктором міжнародного рівня і навчати українських новобранців.
Початком лютого 2015 року прибув до полку «Азов», старший солдат, водій-стрілець групи прикриття бойової групи роботизованої аеророзвідки, розвідник-підривник. Пройшов базову підготовку, в подальшому ще багато курсів та навчальних полігонів.
На фронті з 17 лютого 2015-го; спочатку потрапив у розвідку танкового батальйону «Азова», за 2 місяці перейшов у розвідроту. Брав участь у боях на сході України.
23 жовтня 2016 року загинув увечері під час розмінування міни МОН-50 — в районі міста Мар'їнка, у зоні відповідальності оперативно-тактичного угруповання «Маріуполь».
26 жовтня 2016-го похований на Алеї Слави криворізького Центрального цвинтаря.
Без Миколи залишились батьки та старший брат, кохана дівчина.

## Нагороди та вшанування
- указом Президента України № 161/2017 від 13 червня 2017 року «за особисту мужність і високий професіоналізм, виявлені у захисті державного суверенітету та територіальної цілісності України, вірність військовій присязі» — нагороджений орденом «За мужність» III ступеня (посмертно)[1]
- відзнакою міста Кривий Ріг «За Заслуги перед містом» 3 ступеню (посмертно)
- 16 березня 2017 у Криворізькому будівельному коледжі відкрито меморіальну дошку Миколі Нічезі.